# Sachs Roadster 800
Die Sachs Roadster 800 ist ein im Jahr 2000 vorgestelltes Motorrad der Firma Sachs Fahrzeug- und Motorentechnik GmbH aus Nürnberg, auch bekannt unter der Marke Sachs Bikes. Von 2000 bis 2004 wurde das Naked Bike in zwei Baureihen gefertigt, das Grundmodell sowie das Sondermodell Sachs b-805. 2003 wurde die Sachs s-805 als ein weiteres Sondermodell vorgestellt; eine Produktion wurde nicht realisiert. Das wassergekühlte V-Twin-Aggregat sowie der Kardanantrieb stammen in modifizierter Form von der Suzuki (VS 800 GL Intruder bzw. Suzuki VX 800). Das Design der Sachs Roadster stammt aus der Feder des Sachs-Konstrukteurs Hartmut Huhn und der Design-Künstler der Target-Gruppe. Der Einführungspreis betrug 15.490 DM bzw. 13.990 Franken; der Verkaufspreis 2003 betrug 8.177,00 EUR.

## Weitere technische Daten
|                        | offen                              | leistungsreduziert |
| ---------------------- | ---------------------------------- | ------------------ |
| Starter / Startsystem: | Elektrostarter                     |                    |
| Gassteuerung / Ventile | OHC/4                              |                    |
| Vergasertyp:           | 2 Mikuni Gleichdruckvergaser 36 mm |                    |
| Schadstoffklasse:      | Euro 1                             |                    |
| Abgasreinigung         | Sekundärluftsystem (SLS)           |                    |
| Höchstgeschwindigkeit: | 175 km/h (42,5 kW)                 | 153 km/h (25 kW)   |
| Länge / Breite / Höhe: | 2130 mm / 830 mm / 1070 mm         |                    |
| Federweg               | 120 mm vorne / 108 mm hinten       |                    |
| Lenkkopfwinkel         | 65,0 Grad                          |                    |
| Nachlauf               | 107 mm                             |                    |
| Farben:                | luce viola metallic, schwarz       |                    |
| Sitzplätze:            | 2                                  |                    |